# Ernani Cousandier
Ernani Cousandier é um cartunista, ilustrador e músico brasileiro. Natural de Bento Gonçalves, Cousandier publica quadrinhos e caricaturas em jornais de sua cidade e região. É ainda autor, ao lado de Christian David, da tira cômica Mosco Tosco, que acompanha a vida de uma mosca "malandra".
Em 2014, Cousandier publicou de forma independente o livro Nenhum Dia sem um Traço. A obra, cujo título faz referência a uma frase do pintor grego Apeles, reúne os quadrinhos publicados pelo autor entre 2012 e 2014. No ano seguinte, este livro ganhou o Prêmio Angelo Agostini de melhor lançamento independente.
Seu primeiro romance gráfico foi lançado em 2016, também de forma independente: Menegatto: a Pedra da Lua. O personagem que dá título ao livro já havia aparecido em HQs curtas do autor, inclusive algumas na coletânea Nenhum Dia sem um Traço, mas esta foi a primeira história longa com ele. Ambientada nos anos 1970, o livro traz a história de Menegatto, um ladrão profissional que está tentando se manter longe dos crimes, mas volta da "aposentadoria" pela chance de roubar um raríssimo presente dado pelo presidente estadunidense Richard Nixon ao colega brasileiro Emílio Médici: uma pedra lunar.
Em 2017, Cousandier foi o escritor homenageado da 32ª Feira do Livro de Bento Gonçalves.
Em 2020, as editoras Physalis e Libretos lançaram o romance gráfico O Anel Cardinale: as Aventuras de Fabrício Bomtempo, com roteiro de Christian David e desenhos de Cousandier. O livro, cujo protagonista precisa descobrir um mistério sobre sua existência após uma maldição recair sobre seu tio, ganhou no ano seguinte o Prêmio LeBlanc de melhor HQ nacional lançada por editora.
Na área da música, Cousandier começou a atuar em 1988 como baterista e cantor do grupo de rock e blues ATribo. Em 2003, começou a trabalhar no projeto Os Bardos da Pangeia, no qual é o vocalista. Este projeto é um trabalho conceitual que busca trabalhar com poesia urbana, humor, política, rock, samba, latinidade e sonoridades diversas.